# Crozetulus
Crozetulus là một chi nhện trong họ Anapidae.